# Сім смертних гріхів (Босх)
«Сім смертних гріхів та Чотири останні речі» — картина нідерландського художника Ієроніма Босха. За прийнятою хронологією творчості Босха (зокрема, дослідника Чарльза Тольнея, 1935) належить до раннього періоду творчості. Роботу було створено в 1475–1480 рр. Для своєї особистої колекції її придбав король Іспанії Філіп ІІ Габсбург, найбільший поціновувач живопису пензля Босха. Композиція твору свідчить про те, що вона могла використовуватися як стільниця, проте за прямим призначенням не вживалася. Король розмістив картину у власній почивальні.

## Опис картини
У центрі знаходиться зображення Ісуса Христа з надписом «лат. Cave, cave, Deus videt» або «Бійся, бійся, Господь усе бачить». Далі від нього розходяться промені, а в семи сегментах зображено й підписано латиною сім смертних гріхів: гординя, жадібність, хтивість, заздрість, ненажерливість, гнів, лінощі.
«Ненажерливість» — у центрі зображено огрядного чоловіка за столом, що приймає їжу. Справа над ним стоїть чоловік, що жадібно п'є з посудини, зліва знизу — карлик, що тягнеться до чоловіка, далі — жінка, що несе на блюді птаха. На задньому плані на стінці висять прострілений капелюх й кинджал, перед столом горить вогонь, котел відставлено вбік, справа на передньому плані — ослінчик, зліва — горщик.
«Лінь» — справа зображено чоловіка, що спить перед каміном. Біля його ніг спить собака. Зліва до нього простягає руку монашка з вервицею.
«Хтивість» — зображено три пари людей. На задньому плані під рожевим шатром заховані чоловік і жінка, що ведуть інтимну бесіду. Перед ними зліва чоловік приліг на траві й тримає посудину в руці, біля нього сидить жінка. Справа чоловік шмагає іншого, вдягненого в костюм. На передньому плані зображено музичні інструменти й стіл із глечиком та фруктами.
«Гординя» — жінка в чепчику милується своїм зображенням у люстерку. Диявол в образі служниці повертає люстерко до неї. Подія відбувається в кімнаті, зліва намальовано вікно, справа — відкриті двері. Позаду стоїть шафа, на якій розташовано посудини різних форм.

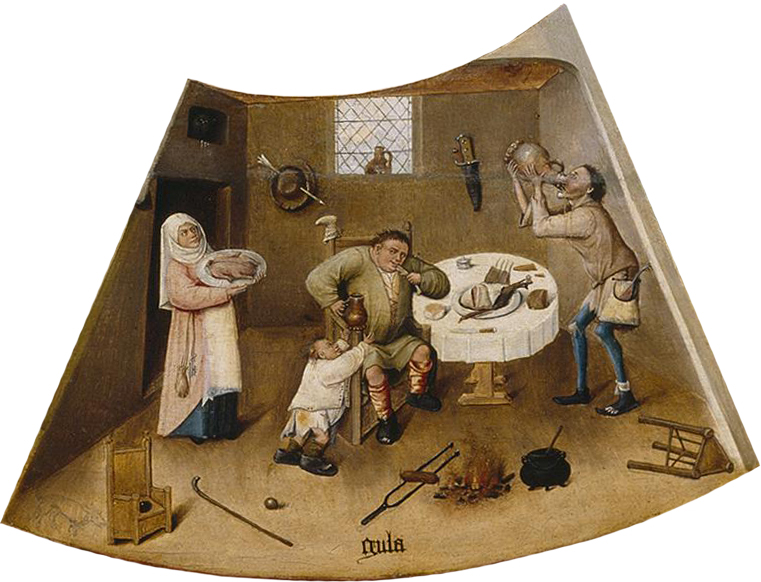
«Ненажерливість»
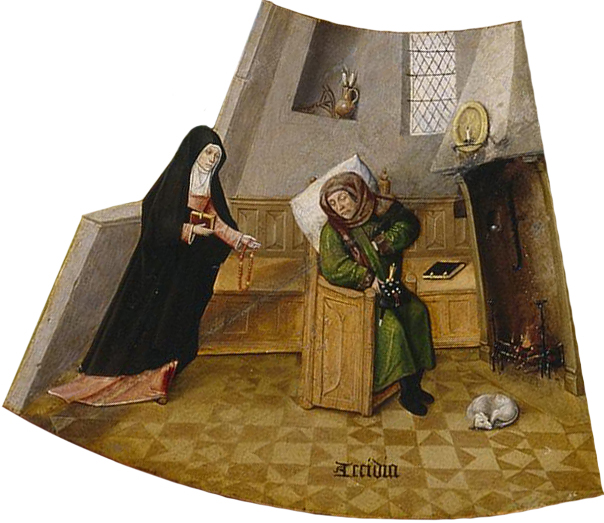
«Лінь»
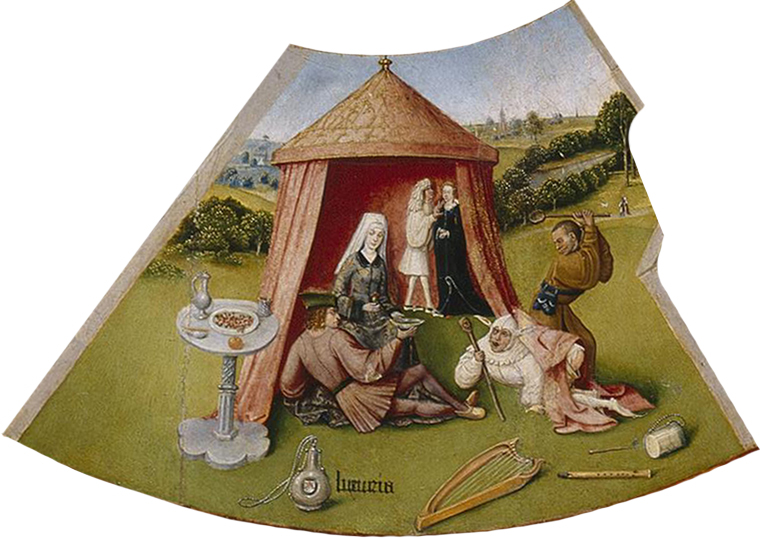
«Хтивість»
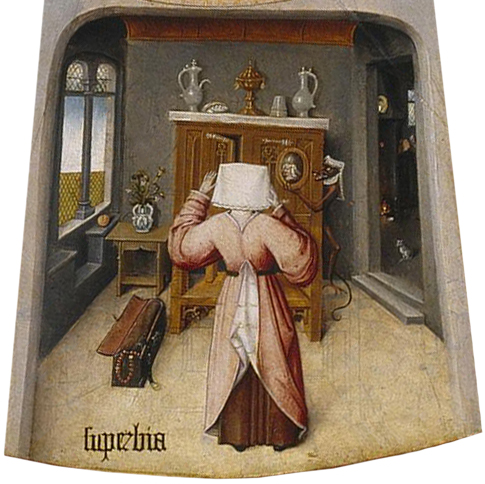
«Гординя»

«Гнів» — двоє чоловіків б'ються перед таверною. Одному, з ножем в руці, на голову вдягли лавку. Позаду нього — перекинутий стіл. Чоловік справа замахується кинджалом, у правій руці тримає посудину. Його намагається зупинити жінка. Навколо розкидано одяг.
«Заздрість» — один чоловік програв у суді іншому, на якого заздрісно дивиться з вікна. Тримає кість в руці, на яку дивляться собаки. Справа чоловік несе великий мішок із відсудженим добром.
«Жадібність» — суддя бере хабар.

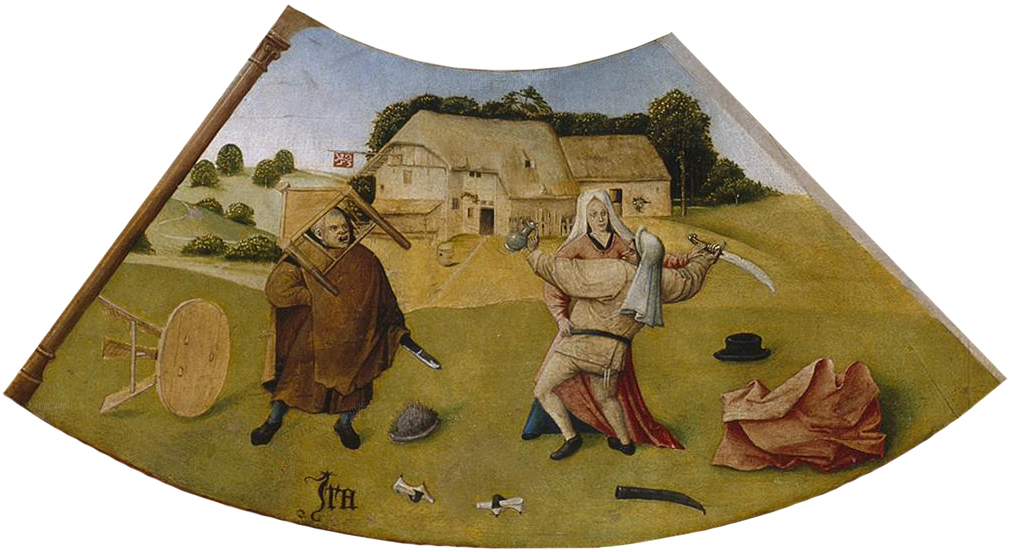
«Гнів»
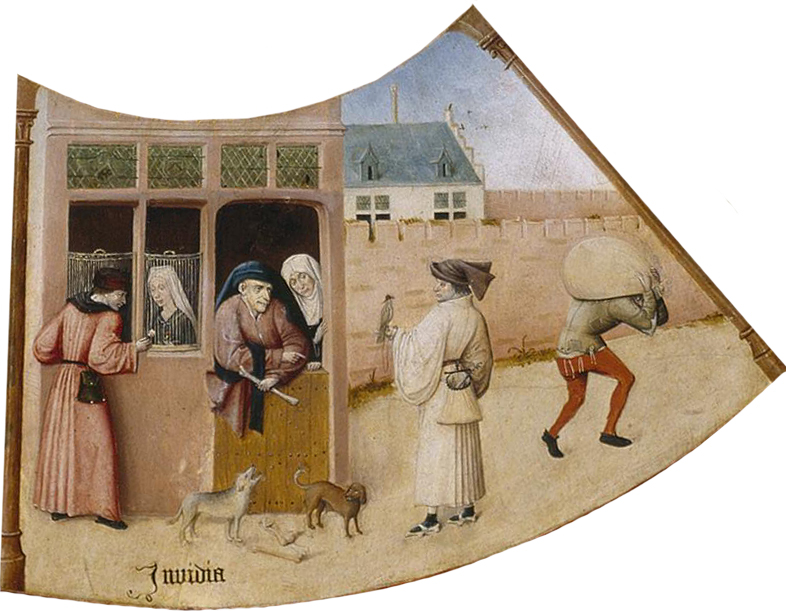
«Заздрість»
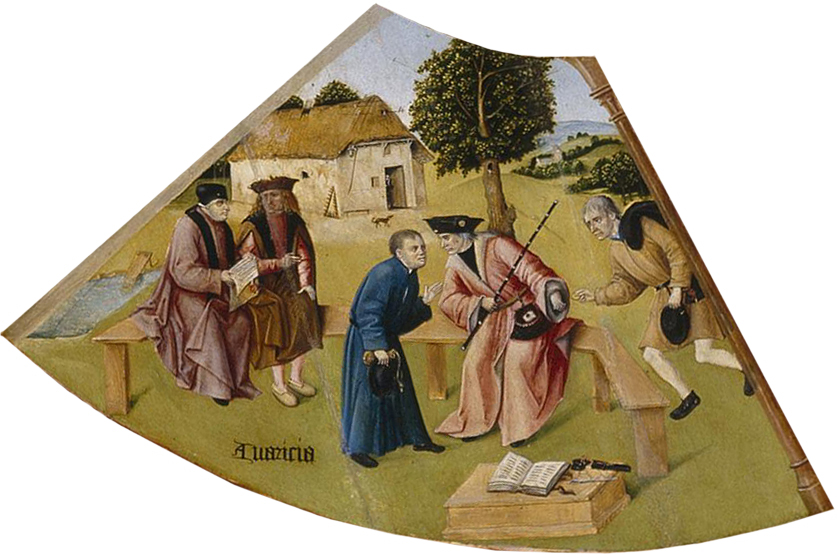
«Жадібність»

В кутах розташовано чотири тондо: «Смерть», «Страшний суд» згори та «Пекло» й «Рай» внизу. Зображення призначені нагадати глядачеві про швидкоплинність життя й те, що людина за життя своїми вчинками обирає, де їй перебувати — в пеклі чи раї. Загалом композиція твору нагадує Всевидяще око.
«Смерть» — помираючий лежить у ліжку. Священнослужителі сповідують його гріхи. По його ліву руку стоїть священник із книгою, за ним — його помічник і жінка, по праву руку — монах із розп'яттям. На задньому плані, в глибині кімнати, за столом сидять двоє жінок. із-за ліжка виглядає скелет із косою — це символізує наближення смерті. В нього цілиться чорний демон, що сидить поруч із янголом.
«Страшний Суд» — у центрі зображено Ісуса Христа, Він правою рукою вказує на свої рани, ліву простягає до глядача. Під Його ногами — символічна земна куля з Сонцем і Місяцем на небі. Навколо Христа — чотири янголи, що сурмлять про наступ Страшного суду. Справа від Христа — благочесні жінки, зліва — Іван Хреститель і апостоли. За спиною Спасителя — лілея, як символ Богородиці. Внизу з-під землі підіймаються люди: одні ховаються, почувши сурми, інші простягають руки до Спасителя.
«Рай» — виконано в яскравих тонах, превалює золотий, зелений колір. Вгорі зображено Ісуса Христа як Царя в оточенні ангелів. На передньому плані троє янголів грають на музичних інструментах. Справа стоять святі й праведники, зліва — апостол Петро зустрічає Адама і Єву, за якими слідують інші люди.
«Пекло» — зображено муки, які будуть переживати грішники після Страшного суду. У центрі чоловік шмагає грішника, на передньому плані біс біжить до чоловіка і жінки, що лежать на землі, а поруч із ними сидить павич. Зліва кипить котел, в якому кипітимуть грішники, над ним біс катує чоловіка мечем. На задньому плані зображено гори, на яких також мучаться люди, зліва видно ворота, через які біси гонять грішників. Композицію виконано в темних тонах.

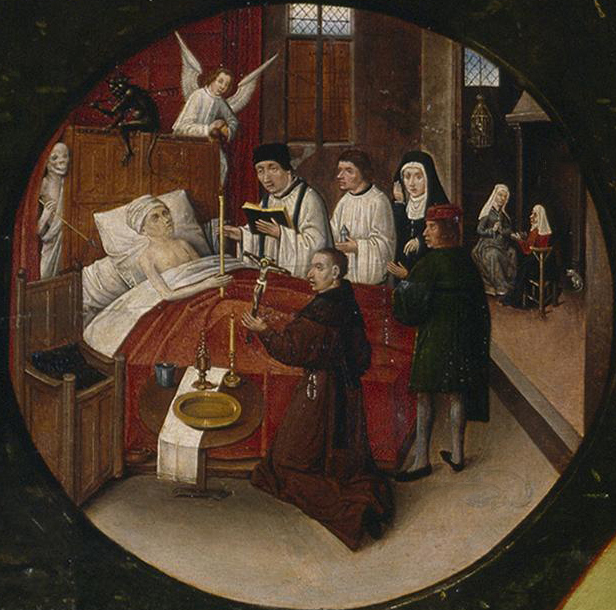
«Смерть»
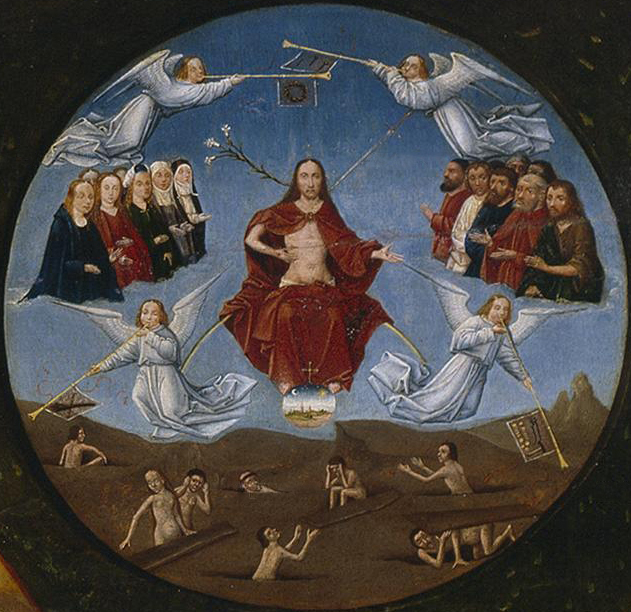
«Страшний Суд»
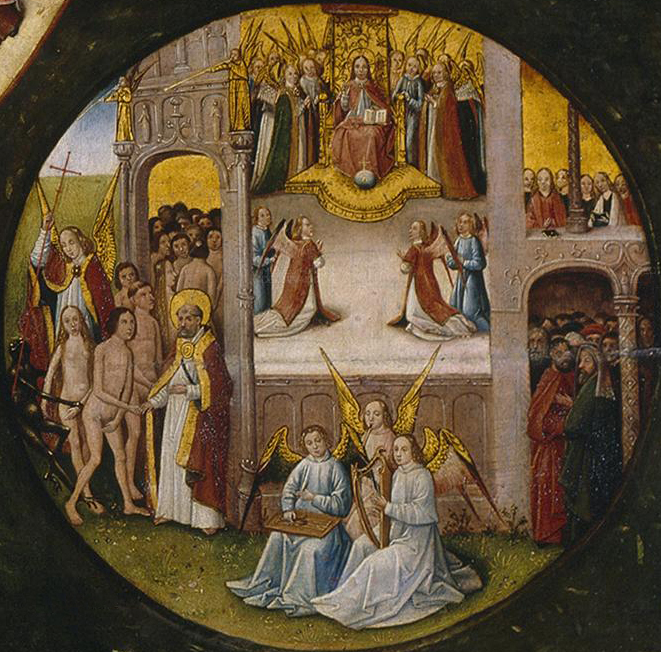
«Рай»
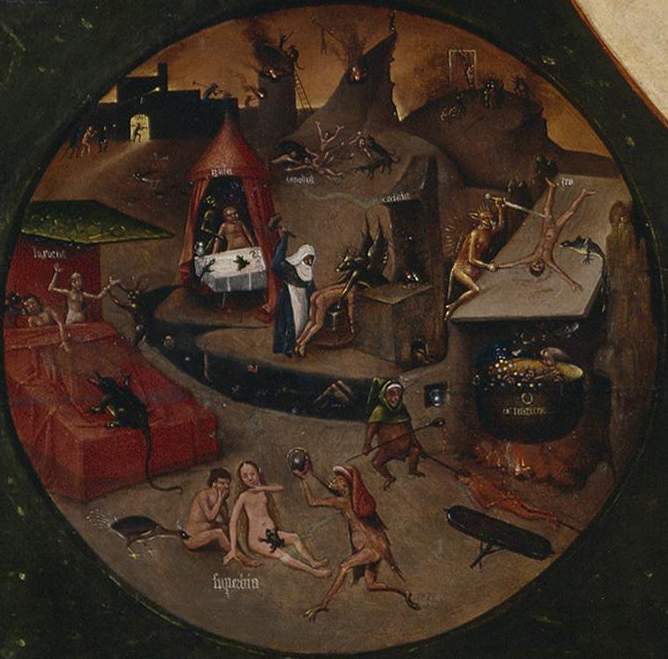
«Пекло»

Вгорі на свитку написано: «Бо вони люд безрадний, і нема в них розумування» (Повторення закону 32:28), внизу: «Лице Я Своє заховаю від них, побачу, який їх кінець, бо вони покоління розбещене, діти, що в них нема віри» (Повторення закону 32:20)